# Електрогідравлічний ефект
Електрогідравлічний ефект (ефект Л. О. Юткіна) — високовольтний електричний розряд у рідкому середовищі.

## Історія
Відкритий Л. О. Юткіним. Названий автором електрогідравлічним ефектом (ЕГЕ), викладені в його книзі.

## Загальний опис
Електрогідравлічний ефект являє собою високовольтний електричний розряд у рідкому середовищі. При формуванні електричного розряду в рідині виділення енергії відбувається в плині досить короткого проміжку часу. Потужний високовольтний електричний імпульс з крутим переднім фронтом викликає різні фізичні явища. Зокрема — появу надвисоких імпульсних гідравлічних тисків, електромагнітне випромінювання в широкому спектрі частот — інколи до рентгенівського, кавітаційні явища.
Електрогідравлічний розряд виникає при прикладенні до рідини імпульсної напруги, достатньої амплітуди й тривалості, в результаті чого розвивається електричний пробій. Тривалість переднього фронту імпульсу струму розряду, який є неодмінною умовою ефекту Юткіна, — від часток мікросекунди, до декількох мікросекунд.
Для формування імпульсу з коротким переднім фронтом напруги, Юткін використовував газовий розрядник, а для формування певної енергії імпульсу — накопичувальний електричний конденсатор.
Робота електрогідроімпульсної установки припускає відносно повільний заряд накопичувального конденсатора від джерела живлення високої напруги, потім, при досягненні напруги пробою розрядника, відбувається швидкий розряд конденсатора на розрядний проміжок в рідині.
При електричному розряді в рідині виділяють три стадії: стримерну, яскравого спалаху і дугового розряду.
- Стримерна стадія триває від моменту подачі напруги на електроди й до завершення пробою проміжку. На цій стадії відбувається ріст декількох стримерів на шляху найменшого опору між електродами. Закінчується ця стадія коли один зі стримерів досягне протилежного електрода або зустрічного стримера. Тривалість стримерної стадії складає декілька мікросекунд.
- Стадія яскравого спалаху. Із закінченням стримерної стадії опір робочого проміжку різко падає і відбувається виділення більшої частини енергії, накопиченої в конденсаторі. Густина струму в каналі розряду на 3-4 порядки вища, ніж у період стримерної стадії, і досягає сотень кілоампер. Канал розряду сильно світиться і тому ця стадія отримала назву яскравого спалаху. Збільшення каналу розряду приводить до зниження щільності струму в ньому.
- Стадія дугового розряду. При значних потужностях джерела енергії розряд зі стадії яскравого спалаху переходить у дуговий, при якому струм підтримується шляхом термоемісії катода. Значна енергія, яка виділяються в каналі розряду приводить до нагріву речовини до десятків тисяч градусів, її випаровування та йонізації.

Зі зменшенням сили струму в розрядному контурі плазма в каналі охолоджується і дейонізується, що при попередньому розширенні зони каналу приводить до створення порожнини зниженого тиску і до декількох циклів розширення-стиску, тобто до кавітаційних явищ.

## Режимні параметри
Пробивна напруга на зазорі в рідині залежить від форми електродів, властивостей рідини й полярності напруги на електроді з вищою напруженістю. Для технічної води при використанні гострого електрода негативної полярності середня пробивна напруженість може становити 1 кВ/см. Водночас при позитивній полярності ця напруга зростає більш ніж у 10 разів. Така різниця в пробивний напруженості пов'язана з різними механізмами розвитку високовольтного пробою в міжелектродному проміжку.
Для заряджання накопичувального конденсатора, залежно від необхідних умов обробки, використовується напруга до 100 кВ.

## Застосування електрогідравлічного ефекту
Електрогідравлічний ефект використовують для очищення поверхонь, зняття внутрішніх напружень, штампування, зварювання, дроблення і подрібнення корисних копалин, емульгування та деемульгування, знезараження, в електрогідравлічних молотах і вібраторах, електрогідравлічних насосах, у медицині — для дроблення каменів у нирках.